# Amaranthus crassipes
Amaranthus crassipes là loài thực vật có hoa thuộc họ Dền. Loài này được Schltdl. mô tả khoa học đầu tiên năm 1831.